# Colin Campbell (gouverneur)
Pour les articles homonymes, voir Colin Campbell et Campbell.
Lieutenant-Général Colin Campbell est un officier britannique, Lieutenant-Gouverneur de Nouvelle-Écosse, et 8e gouverneur du Ceylan britannique.

## Honneurs et distinctions

### Distinctions
- Membre du Conseil privé

### Décorations
- Ordre du Bain : Chevalier Commandeur
- Chevalier de l'ordre de la Tour et de l'Épée
- Chevalier de l'Ordre militaire de Maximilien-Joseph de Bavière
- 2e classe de l'Ordre impérial et militaire de Saint-Georges